# Glauc de Nicòpolis
Glauc de Nicòpolis (en llatí Glaucus, en grec Γλαῦκος) va ser un poeta grec, els epigrames del qual han estat sovint confosos amb els de Glauc d'Atenes. A l'Antologia grega hi ha sis epigrames, el primer, segon, quart i cinquè etiquetats com a Γλαύκου, el tercer com a Γλαύκου Ἀθηναίου i el sisè com Γλαύκου Νικοπολίτα, i l'autoria d'alguns es confon. De la seva anàlisi sembla que hauria escrit el primer, segon i sisè, mentre els altres sèrie de Glauc d'Atenes.